# Marc Montagut
Pour les articles homonymes, voir Montagut.
François Guillaume Marc Montagut, né en Dordogne le 2 avril 1816 à Excideuil et mort le 20 mars 1895 à Nice (Alpes-Maritimes), est un homme politique français.

## Biographie
Après des études à l'Institution royale agronomique de Grignon, il devient cultivateur.
Sous la IIe République, il est élu Représentant de la Dordogne à l'Assemblée législative du 13 mai 1849 au 2 décembre 1851, date du coup d'État de Louis-Napoléon Bonaparte. Il vota la plupart du temps avec la minorité démocratique.
Sous la IIIe République, il est battu le 8 février 1871
aux élections législatives en Dordogne, puis par l'ancien ministre conservateur Pierre Magne le 2 juillet 1871.
Il se présente aux élections sénatoriales du 30 janvier 1876 et échoue de nouveau.
Face au conservateur Alexis Marie Raoul Maréchal, il est élu député de la première circonscription de la Dordogne le 5 mars 1876 jusqu'au 25 juin 1877 (date de la dissolution de la Chambre des députés par Mac-Mahon) et fait partie de la majorité républicaine. Il est l'un des signataires du manifeste des 363. Lors de nouvelles élections, il est battu le 18 octobre 1877 par son rival Alexis Marie Raoul Maréchal ainsi que le 5 mai 1878 lorsque, l'élection de son adversaire ayant été invalidée, il se présente à nouveau face à lui.
Localement, il a été maire de Marsac en Dordogne à quatre reprises (1848-1851 ; 1870-1874 ; 1876-1877 et de 1878 jusqu'en 1895).
Il décède à Nice le 20 mars 1895 chez son gendre Arsène Henry, préfet des Alpes-Maritimes.

## Sources
- Fiche de François, Guillaume Montagut sur le site de l'Assemblée nationale : les députés français depuis 1789
- « Marc Montagut », dans Adolphe Robert et Gaston Cougny, Dictionnaire des parlementaires français, Edgar Bourloton, 1889-1891 [détail de l’édition]